# Бондарюк, Михаил Макарович
Михаил Макарович Бондарюк (1908—1969) — советский учёный и конструктор авиационных и ракетных двигателей; доктор технических наук (1960), профессор (1955).

## Биография
Родился 15 ноября (28 ноября по новому стилю) 1908 года в Москве в семье железнодорожного кондуктора Макара Трофимовича и его жены — Анны Борисовны. Михаил был пятым ребёнком в семье, которая жила в Дорогомилове. Брат — Бондарюк, Георгий Макарович, советский военный, комбриг.
В 1930 году окончил Московский авиационный институт и работал в НИИ Гражданского воздушного флота, пройдя ступени инженера, начальника отдела, заместителя главного конструктора. В 1932 году он был отправлен в командировку в Италию, где работал в комиссии по приёмке авиадвигателей «Изотта-Фраскини» для самолётов «Савойя» С-55, эксплуатировавшихся в СССР. Член ВКП(б)/КПСС с 1939 года.
В апреле 1941 года в НИИ ГВФ было создано экспериментальное конструкторское бюро по дозвуковым прямоточным воздушно-реактивным двигателям (ЭКБ-3), которое возглавил Бондарюк. Бюро размещалось в двух комнатах ангара НИИ ГВФ и занималось теоретическими расчётами, конструированием и изготовлением опытных образцов дозвуковых ПВРД и созданием стенда для их испытаний. После начала Великой Отечественной войны КБ было эвакуировано в Казань на авиазавод № 16 (ныне — Казанское моторостроительное производственное объединение). В 1944 году бюро было преобразовано в отдел прямоточных двигателей, а затем — в КБ-2 в составе НИИ-1 Наркомата авиационной промышленности. В 1950 году КБ стало самостоятельным ОКБ-670 (с 1967 года — «Красная звезда»), а Михаил Бондарюк оставался его главным конструктором до конца жизни (в 2004 году это конструкторское бюро, называвшееся тогда «Пламя-М», было закрыто). В течение многих лет М. М. Бондарюк преподавал в Московском авиационном институте, МВТУ им. Баумана, Военно-воздушной инженерной академии. Автор трудов и учебников по прямоточным воздушно-реактивным двигателям.
Жил в Москве на улице Брянской, 28 (1920—1940 годы); на Ленинградском шоссе, 90 (ныне — Ленинградский проспект, 58; 1940—1952 годы); на Котельнической набережной, 1/15, корп. А (1952—1969 годы). Умер 14 октября 1969 года в Москве после тяжёлой болезни. Похоронен на Новодевичьем кладбище (участок № 4, ряд № 45, место № 14).

## Работы
Михаил Макарович Бондарюк — создатель первых отечественных прямоточных воздушно-реактивных двигателей (ПВРД), в том числе сверхзвуковых. В 1942 году провёл первые лётные испытания ПВРД; в 1944 году сконструировал и испытал образец ПВРД, который значительно увеличил скорость самолётов; в конце 1940-х годов перешёл к оснащению такими двигателями беспилотных самолётов-разведчиков, зенитных управляемых ракет и крылатых ракет. С 1948 году Бондарюк разрабатывал двигатель для первой отечественной ракеты береговой обороны «Шторм». В 1952 году провёл первые испытания двигателя на двухступенчатой баллистической ракете. С 1954 года руководил разработкой мощных маршевых сверхзвуковых ПВРД для стратегических межконтинентальных крылатых ракет «Буря» и «Буран». В начале 1960-х годов он приступил к работе по созданию ядерной энергетической установки «Бук» для военных космических аппаратов, но вскоре умер. Установка была испытана и принята на вооружение уже после его смерти — в 1970 году.
Семья
Дочь Инна Михайловна Бондарюк (1933-2014), к.м.н., учёный секретарь ЦИТО
Дочь Марина Михайловна Бондарюк (р. 1941), детская писательница
Муж Геннадий Григорьевич Красухин (р. 1940), писатель, критик, д.ф.н.
Внук Константин Геннадьевич Красухин (1962), языковед

## Награды
- Награждён орденами Красного Знамени, Трудового Красного Знамени, двумя орденами Красной Звезды и медалями.[4]